# Gilbert Morris
Gilbert Morris (* 13. Mai 1929 in Forrest City, Arkansas; † 18. Februar 2016 in Gulf Shores, Alabama) war ein US-amerikanischer Pastor, Englischdozent und Schriftsteller. Er schrieb über 170 christliche historische Romane, viele davon gemeinsam mit seiner Tochter Lynn Morris.

## Leben
Gilbert Morris war 10 Jahre lang Pastor, bevor er an der Ouachita Baptist University in Arkadelphia, Arkansas als Professor für Englisch lehrte. Er war mit Johnnie verheiratet und hatte drei gemeinsame Kinder. Seine Tochter Lynn ist ebenfalls Schriftstellerin und schrieb an mehreren seiner Bücher als Co-Autorin mit. Auch sein vor dem Vater verstorbener Sohn Alan hatte einige Werke mitverfasst.

## Bücher

### House of Winslow-Serie
In den USA ist Morris vor allem für seine über 40-bändige Serie House of Winslow bekannt, in der er die Geschichte der Familie Winslow erzählt, beginnend mit Gilbert, der auf der Mayflower in die amerikanischen Kolonien einwandert, bis zu Luke, der im Zweiten Weltkrieg kämpfte.

### Wakefield-Saga
In Deutschland ist Morris durch seine 7-bändige Serie über die Geschichte der Wakefield-Dynastie bekannt geworden, die im England des 16. Jahrhunderts beginnt und im Jahr 1800 endet.
- 2019: Das Schwert der Wahrheit (The Sword of Truth, 1994)
- 2019: Zwischen Liebe und Hass (The Winds of God, 1994)
- 2020: Der Schlüssel der Weisheit (The Shield of Honour, 1995)
- 2020: Stärke des Herzens (The Fields of Glory, 1995)
- 2020: Stürme der Liebe (The Rampards of Heaven, 1996)
- 2021: Der Kampf ums Glück (The Song of Princes, 1997)
- 2021: Im Taumel des Glücks (A Gathering of Eagles, 1998)

### Auszeichnung
Für seinen Einzelroman Edge of Honour gewann er 2001 den Christy Award in der Kategorie North American Historical.